# 덧셈 항등원
수학에서 덧셈 연산을 갖춘 집합의 덧셈 항등원 또는 덧셈에 관한 항등원(additive identity)은 집합의 임의의 원소 x에 더해질 때 x를 산출하는 원소이다. 가장 친숙한 덧셈 항등원 중 하나는 초등 수학에서 숫자 0이지만, 덧셈 항등원은 군 (수학)이나 환 (수학)와 같이 덧셈이 정의되는 다른 수학적 구조에서도 발생한다.

## 기초 예시
- 초등 수학에서 친숙한 덧셈 항등원은 0이므로 0으로 표기된다. 예:
{\displaystyle 5+0=5=0+5.}

## 공식적인 정의
N을 덧셈 연산 하에서 닫혀 있는 그룹(+로 표시)이라고 가정한다. e로 표시된 N에 대한 덧셈 항등원은 N의 임의의 요소 n에 대해 다음과 같은 N의 요소이다.
{\displaystyle e+n=n=n+e.}

## 같이 보기
- 0
- 덧셈 역원
- 항등원